# Dve Mogili (huyện)
Dve Mogili là một huyện thuộc tỉnh Ruse, Bungaria. Dân số thời điểm năm 2001 là 12116 người.